# Пахомов, Владимир Михайлович
Влади́мир Миха́йлович Пахо́мов (1942—2007) — советский и российский театральный режиссёр. Народный артист РСФСР (1989). Лауреат Государственной премии РСФСР им. К. С. Станиславского (1985) и Государственной премии РФ (1999).

## Биография
Владимир Пахомов родился 17 июля 1942 года в Свердловске. Поступил на режиссёрское отделение ГИТИСа (курс А. А. Гончарова), окончил обучение в 1965 году.
В 1965 году после завершения учёбы стал руководителем Одесского ТЮЗа. Проработал в этом театре 5 лет, за это время были поставлены следующие спектакли:
- 1965 — «Они и мы» Н. Г. Долининой
- 1966 — «Судебная хроника» Я. И. Волчека
- 1966 — «Пузырьки» А. Г. Хмелика
- 1967 — «Недоросль» Д. И. Фонвизина
- 1967 — «Король Матиуш Первый» Я. Корчака
- 1968 — «Город без любви» Л. Е. Устинова
- 1969 — «Сорок первый» Б. А. Лавренёва
- 1969 — «После казни прошу…» В. Г. Долгого

В дальнейшем Владимир Пахомов работал в Одесском театре им. Октябрьской революции (с 1970 года по 1975). Наиболее примечательные спектакли из числа поставленных в Одесском театре: «Трёхгрошовая опера» Б. Брехта (1970), «Час пик» Е. Ставиньского (1971), «Сорочинская ярмарка» по Н. В. Гоголю (1972), «Птицы моей молодости» И. П. Друцэ (1973), «Погода на завтра» М. Ф. Шатрова (1974).
В 1975 году перешёл на работу в РДТ Карельской АССР (Петрозаводск). Здесь Владимир Михайлович поставил спектакли: «В списках не значился» Б. Л. Васильева, «Не стреляйте в белых лебедей» Б. Л. Васильева, «Проводы» И. М. Дворецкого, «Территория» О. М. Куваева и «Золотой ключик» А. Н. Толстого. В Петрозаводске у него произошёл конфликт с главой Карельского обкома КПСС Иваном Ильичом Сенькиным из-за шуточного предложения поставить повесть Л. Н. Толстого «Смерть Ивана Ильича». Но на самом деле причина конфликтов Пахомова с местной властью всегда была в том, что он был непослушный..
В 1977 году Владимир Пахомов возглавил Липецкий государственный академический театр драмы имени Л. Н. Толстого. Здесь им были поставлены спектакли: «Малыш и Карлсон, который живёт на крыше» Астрид Линдгрен (1978), «Снежная королева» Е. Л. Шварца (1979), «Маленький принц» А. де Сент-Экзюпери (1980). Владимир Пахомов много и удачно ставил произведения А. П. Чехова и А. Н. Островского. В 1999 году Пахомов поставил «Кукольный дом» Г. Ибсена, театр с этим спектаклем участвовал в театральном Фестивале в Норвегии (Осло) «Ибсен-2000», где был высоко оценён критикой и зрителями.

### Последние годы
Последние годы жизни режиссёр болел сахарным диабетом. Умер 17 ноября 2007 года от остановки сердца. Похоронен в Липецке на кладбище Кольца трубного завода.

## Семья
Был женат на актрисе, народной артистке России Валентине Бражник, в 1992 году развелся.
Дети: Екатерина, Михаил, Александра.
Сын Михаил убит в 2013 году в возрасте 37 лет по заказу бывшего заместителя министра ЖКХ Подмосковья Евгения Харитонова и экс-главы ГУП «Мособлкоммуналстрой» Сергея Красовского. С депутата и бизнесмена Пахомова-младшего организаторы убийства хотели потребовать долг в размере 85 млн рублей, но исполнители убили его по пути к заказчикам.

## Признание и награды
- Заслуженный деятель искусств РСФСР (1980)
- Народный артист РСФСР (1989)
- Государственная премия РСФСР имени К. С. Станиславского (1985) — за постановку спектакля «Дядя Ваня» А. П. Чехова
- Государственная премия Российской Федерации (1999) — за просветительскую деятельность
- Орден Дружбы (2003)[5]
- 1993 — «Островский в Доме Островского» за спектакль «Без вины виноватые»
- 1995 — Награда театрального фестиваля «Голоса истории» (Вологда) за спектакль «Василий Тёркин» по А. Т. Твардовскому
- 1998 — «Островский в Доме Островского» за спектакль «Таланты и поклонники»
- 1999 — Награда театрального фестиваля «Голоса истории» (Вологда) за спектакль «Визит к больному палаты номер шестнадцать» М. М. Хуциева и И. М. Хуциева
- 2000 — награда Фестиваля посвящённого 55-летию Великой Победы (Волгоград), за спектакль «Василий Тёркин»

## Увековечение памяти
17 ноября 2008 года в Липецке состоялось открытие мемориальной доски. Её разместили на фасаде дома № 7 на улице Ворошилова, где жил режиссёр.